# New Edubiase United
Der New Edubiase United Football Club ist ein ghanaischer Fußballverein aus New Edubiase, Adansi South District; im Vereinslogo wird ein Elefant als Wappentier sowie NEUFC als Abkürzung des Vereins verwandt.

## Geschichte
Der Verein bestritt zur Saison 2008/09 erstmals Meisterschaftsspiele in der Zone 2A der Division One League. Nach neun Siegen und einem Unentschieden in 14 Spielen qualifizierte man sich für die Promotion Playoffs, die man ohne Niederlage beendete; damit feierte New Edubiase United den erstmaligen Aufstieg in die erstklassige Ghana Premier League. In der darauffolgenden Saison 2009/10 konnte man die Premier League auf Platz 12 abschließen und neben den Liberty Professionals auch die drei Absteiger hinter sich lassen, während die Mitaufsteiger Aduana Stars den Titel gewannen. Die Saison 2010/11 gestaltete sich dagegen weitaus erfreulicher: Der Verein belegte am Saisonende den achten Platz und hatte vier Spieltage vor Schluss sogar noch auf Rang 4 gelegen.
- Saison 2008/09: Division One League, Zone 2A: 1. Platz (Bilanz: 9–1–4; 21:12 Tore)
- Saison 2009/10: Ghana Premier League: 12. Platz (Bilanz: 11–6–13; 32:33 Tore)
- Saison 2010/11: Ghana Premier League: 8. Platz (Bilanz: 11–10–9; 33:32 Tore)

Bekanntester Spieler im Kader des Vereins (Stand: Saison 2011/12) ist der aktuelle Nationalspieler Emmanuel Baffour. Trainer ist seit August 2009 der Ghanaer Anthony Commey.
Nach ihrem Erstligaaufstieg 2009 musste New Edubiase United seine Heimspielstätte wechseln; man zog in das 20.000 Menschen fassende Len Clay Stadium von Obuasi um.

## Bekannte Spieler
- Collins Addo (ghanaischer U-23 Nationalspieler)
- Francis Jojo Bossman (ehemaliger ghanaischer Juniorennationalspieler, Profi in Serbien bei FK Sloboda Sevojno Užice)
- Emmanuel Baffour (ghanaischer Nationalspieler, heute unter Vertrag bei Mamelodi Sundowns)
- Isaac Boakye (ehemaliger ghanaischer Juniorennationalspieler)
- Ibrahim Moro (ehemaliger ghanaischer Juniorennationalspieler, heute unter Vertrag bei AIK Solna)
- Abubakari Mumuni (ghanaischer Juniorennationalspieler, heute unter Vertrag bei Mamelodi Sundowns)
- Mohammed Muyei (ehemaliger nigrischer Nationalspieler)
- Alhassan Nuhu (ehemaliger ghanaischer Juniorennationalspieler, heute unter Vertrag in Moldawien bei Sheriff Tiraspol)
- Fuseini Nuhu (ehemaliger ghanaischer Juniorennationalspieler, heute unter Vertrag in Moldawien bei Sheriff Tiraspol)
- Michael Ocansey (ghanaischer Juniorennationalspieler, heute unter Vertrag in Burkina Faso bei IIFA Bobo-Dioulasso)
- Charles Vardis (ehemaliger ghanaischer U-23 Nationalspieler, Profi in Israel bei Maccabi Herzlia)
- Abubakar Yahuza (ehemaliger ghanaischer Nationalspieler und ehemaliger Profi bei Hapoel Ironi Kiryat Shmona und Hapoel Kfar Saba in Israel)